# (35493) 1998 FG29
1998 FG29 (asteroide 35493) é um asteroide da cintura principal. Possui uma excentricidade de 0.09399090 e uma inclinação de 9.93844º.
Este asteroide foi descoberto no dia 20 de março de 1998 por LINEAR em Socorro.